# Fieseler Fi 156
El Fieseler Fi 156 Storch (Cigonya) va ser un petit avió alemany d'enllaç construït per Fieseler abans i durant la Segona Guerra Mundial. La producció va continuar en altres països fins als anys seixantes per al mercat privat. Es famós encara pel seu excel·lent rendiment STOL i la baixa velocitat d'entrada en pèrdua de 50 km/h

## Disseny i desenvolupament
A l'estiu del 1935 el Reichsluftfahrtministerium va proposar als fabricants d'avions el disseny d'un avió d'enllaç que tingués una alta capacitat STOL tant a l'enlairament com a l'aterratge. Focke-Wulf, Fieseler, BFW i Siebel van enviar les seves propostes; designat-se com a Fw 186, Fi 156, Bf 163 i Si 201 respectivament.
Focke-Wulf va presentar el seu prototip basat sobre l'Autogir Cierva C30 del qual tenia llicència, Siebel va presentar un prototip que va ser rebutjat per les seves pobres característiques STOL i BFW no va aconseguir de presentar el seu prototip dins del termini establert. El prototip presentat per Fieseler acomplia amb les especificacions demanades i va guanyar el concurs.
Estructuralment era un monoplà d'ala alta travada, de construcció mixta metall i fusta amb la unitat de cua convencional amb muntants i tren d'aterratge fix amb patí de cua. A diferència de la majoria d'avions no embarcats podia plegar les ales, facilitant les operacions de transport. Estava impulsat per un motor Argus As 10C de vuit cilindres en V invertida, refrigerat per aire, i la seva àmplia cabina de vidre donava una excel·lent visibilitat als seus dos tripulants. L'èxit de l'aparell radicava en el sistema d'alta sustentació característic de la companyia, utilitzant en les versions inicials un slat fix al llarg de tota l'envergadura de la vora d'atac de l'ala i amb alerons ranurats en la totalitat de la vora de fugida. Això li donava unes excel·lents característiques STOL. Les proves de vol van demostrar que la Luftwaffe havia adquirit un aparell polivalent i de fet, durant la Segona Guerra Mundial, les Storch van operar en gairebé tots els llocs on van combatre les forces alemanyes.

Fiesler 156 c3 Storch

## Producció
Al voltant de 2.900 Fi 156, majoritàriament de la versió C, es van produir entre 1937 i 1945 a la Fàbrica Fieseler de Kassel. El 1942, la producció es va iniciar a la fàbrica Morane-Saulnier de Puteaux a França. A causa de la demanda de Fieseler com a subcontractista per a la construcció del Bf 109 i el Fw 190, la producció de l'Storch es va traslladar a Leichtbau Budweis a Budweis (Txecoslovàquia) el 1943.
La producció total en les seves diferents variants va ser de 2.900 unitats.
Durant la guerra, el Fi 156 a més de la producció a Kassel va ser construït per a la Luftwaffe per Morane-Saulnier a França i per Leichtbau Budweis i Mráz a Txecoslovàquia. Les dues companyies van seguir construint l'Storch després del conflicte, sent designat per Morane-Saulnier com M.S.500, M.S.501 i M.S. 502 i K-65 Cáp per Mráz.

### Producció Txecoslovaca
Al 1944 la producció es va traslladar de Leichtbau Budweis a la fàbrica Mráz de Choceň que va produir 138 Fi 156, després de la guerra va continuar produint-los designat-los com K-65 Cáp. Va deixar de produir-los el 1949.

### Producció Francesa
Immediatament després de l'alliberament de França el 1944, la producció de Fi 156 a la fàbrica Morane-Saulnier es va continuar a petició de l'Armée de l'Air i es va designar com a M.S. 500 Criquet per al lot d'avions produïts amb l'estoc restant dels motors Argus. Es coneixen altres modificacions i ús de diferents motors (en línia i radial) amb les denominacions M.S.501 i M.S.502. L'ús dels avions a l'Indoxina va posar de manifest la debilitat de la fusta en la construcció de les ales; es va decidir llavors construir les ales de metall. Entre les modificacions, es va deixar d'instal·lar l'arma defensiva dorsal a la finestra posterior, tot i que alguns avions van ser modificats per les tropes al camp i van instal·lar-hi una metralladora MAC 34T que podia disparar per una de les finestres laterals. Uns 141 avions van ser construïts abans de la fi de la Segona Guerra Mundial i un total de 925 aeronaus van ser construïdes abans de finalitzar la producció de totes les variants del Criquet per part de Morane-Saulnier el 1965.

## Història operacional

### Durant la Segona Guerra Mundial
L' Storch es va desplegar a tots els teatres europeus i nord-africans de la Segona Guerra Mundial. El Mariscal Rommel feia servir un Storch com a transport i com a avió de reconeixement del camp de batalla durant les campanyes de l'Afrika Korps al desert nord-africà. Però és probablement famós pel seu paper a l'operació Eiche, el rescat del 1943 del deposat dictador italià Benito Mussolini, arrestat en un hotel de muntanya al Gran Sasso. Tot i que la muntanya estava envoltada de tropes italianes, el comando alemany dirigit per Otto Skorzeny i 90 paracaigudistes van utilitzar els planadors per aterrar al pic i la van capturar ràpidament. Tot i això, es va mantenir el problema de com tornar a sortir. Es va enviar un helicòpter Focke-Achgelis Fa 223, però es va espatllar en ruta. Llavors, el pilot Heinrich Gerlach va volar en un Storch. Va aterrar en 30 m, i després que Mussolini i Skorzeny es van embarcar, es va enlairar en només 80 m, tot i que l'aeronau estava sobrecarregada.
El 26 d'abril de 1945, un Storch va ser un dels últims avions que va aterrar a la pista improvisada al Tiergarten, a prop de la porta de Brandenburg, durant la batalla de Berlín i la derrota del Tercer Reich. Va ser pilotada per la pilot de proves Hanna Reitsch, que va portar el generalfeldmarschall Robert Ritter von Greim de Múnic a Berlín per respondre a una citació de Hitler.

### Després de la Segona Guerra Mundial
L'Armée de l'Air i l'Aviació Lleugera de l'Exèrcit francès (Aviation Légère de Armée de Terre) van utilitzar el Criquet des de 1945 fins a 1958 durant tota la Guerra d'Indoxina i la Guerra d'Algèria. La Força Aèria Suïssa i d'altres països europeus muntanyencs van continuar utilitzant l'Storch per a rescats en terrenys on les grans capacitats STOL eren necessàries.